# Lubliner Manifest

Manifest des „Polnischen Komitees der nationalen Befreiung“

Das Manifest des Polnischen Komitees der Nationalen Befreiung, auch bekannt als Juli-Manifest (polnisch: Manifest lipcowy) oder PKWN-Manifest (Manifest PKWN), war ein politisches Manifest des Polnischen Komitees für Nationale Befreiung (PKWN), oder auch des Lubliner Komitees, einer von der Sowjetunion unterstützten Regierung, die in Opposition zur in London ansässigen polnischen Exilregierung agierte. Sie wurde am 22. Juli 1944 in Chełm offiziell verkündet und kurz darauf von Josef Stalin in Moskau persönlich abgeändert, bevor sie auch dort gedruckt wurde.

## Geschichte
Der Druck in Polen wurde von den Sowjets für die Medien inszeniert. Das Manifest war zu dieser Zeit an die polnische Nation gerichtet:  an Einzelpersonen sowohl innerhalb des von den Nazis besetzten Polens als auch aufgrund des anhaltenden Zweiten Weltkriegs im Exil im Ausland. Es war in dreizehn Hauptpunkte gegliedert: 

### 13 Punkte des Manifestes
- Es erklärt die Legitimität des kommenden Staatlichen Nationalrats, einer von der Sowjetunion unterstützten Regierung, die sich aus Populisten, Demokraten, Sozialisten, Kommunisten und anderen Organisationen zusammensetzt.
- Es verurteilt dann die in London ansässige polnische Exilregierung, die bei Ausbruch des Zweiten Weltkriegs durch die nationalsozialistische Machtübernahme durch das sowjetische Militär verdrängt wurde.
- Sie verurteilt die polnische Verfassung von 1935 als rechtswidrig und faschistisch und behauptet, die Verfassung von 1921 sei die einzige derzeit gültige Rechtsverfassung. Der Staatliche Nationalrat wird an der Verfassung von 1921 arbeiten, bis von den neuen Sejm-Gesetzgebern in künftigen direkten, freien und freien Wahlen in geheimer Wahl eine neue Verfassung verfasst werden kann.
- Sie fordert die Unterstützung des polnischen Volkes für die Volksarmee und die Rote Armee, indem sie Waffen, Munition und Vorräte erbeutet und abgibt, jegliche Nachrichten oder Informationen liefert und ihren Teil zum Kampf gegen Deutschland beiträgt.
- Sie erkennt an, dass es seit 400 Jahren anhaltende Konflikte zwischen Polen und Ukrainern, Weißrussen und Russen gibt, die sich gegenseitig schaden. Sie befürwortet die gegenseitig vorteilhafte Allianz zwischen Polen und der Sowjetunion.
- Er fordert den weiteren Kampf um die Rückkehr Oberschlesiens, Ostpreußens und Pommerns bis an die Grenze an der Oder und den für Polen wichtigen Zugang zum Meer.
- Sie fordert, dass die polnisch-sowjetischen und die polnisch-tschechoslowakischen Grenzen im gegenseitigen Einvernehmen ausgehandelt werden, wobei polnisches Land zu Polen, ukrainisches, weißrussisches und litauisches Land jedoch zu den jeweiligen Sowjetrepubliken gehören wird.
- Sie fordert eine fortgesetzte Allianz mit dem Vereinigten Königreich und den Vereinigten Staaten auf der Grundlage des Blutvergießens gegen einen gemeinsamen Feind sowie die Aufrechterhaltung des traditionellen Bündnisses Polens mit Frankreich und die fortgesetzte Zusammenarbeit mit den demokratischen Ländern der Welt. Darin heißt es, dass die polnische Regierungspolitik in Zukunft demokratisch sein und auf kollektiver Sicherheit basieren wird. * Für polnische Verluste werden von Deutschland Wiedergutmachungen verlangt.
- Sie fordert, dass sich die Autorität der PKWN auf das gesamte befreite polnische Territorium erstreckt, und fordert polnische Patrioten in Gebieten, in denen die PKWN keine Autorität ausübt, auf, Mitglieder demokratisch für die Teilnahme an der PKWN zu wählen.
- Sie fordert die Schaffung einer neuen Polizei, der Bürgermiliz, als Lösung für die durch die Absetzung der polnischen Polizei des Generalgouvernements entstandene Ordnungswidrigkeit, der sogenannten Blauen Polizei.
- Sie verspricht deutschen Kriegsverbrechern und polnischen Verrätern schnelle Gerechtigkeit vor unabhängigen Gerichten. Es verspricht die Wiederherstellung demokratischer Freiheiten, die Gleichheit aller Bürger ohne Unterschied der Rasse, Religion oder Nationalität, Freiheit der politischen Organisationen, Gewerkschaften, Presse und Gewissen. Faschistische Organisationen werden im vollen Umfang des Gesetzes unterdrückt.
- Von den Deutschen gestohlenes Eigentum wird an einzelne Bürger, Institutionen und die Kirche zurückgegeben. Deutsches Vermögen wird beschlagnahmt. Vom Deutschen Reich zurückgefordertes Staatsvermögen und einzelne deutsche Kapitalisten werden dem Interimsnationalen Vorstand unterstellt. Um den nationalen Wiederaufbau zu beschleunigen, wird in den befreiten Gebieten eine umfassende Landreform durchgeführt. Mindestlöhne werden angehoben und eine Sozialversicherung nach dem Prinzip der demokratischen Selbstverwaltung eingeführt Freie, allgemeine und obligatorische Schulbildung, und die polnische Intelligenz wird wieder aufgebaut. Es werden Schritte unternommen, um die Einwanderung von Polen nach Polen zu fördern und zu organisieren, aber die Grenzen werden für nationalsozialistische Agenten und Organisatoren der Invasion in Polen 1939 geschlossen.
- Es appelliert an die nationale Einheit, ohne die es unmöglich wäre, die monumentale Aufgabe zu erfüllen, Polen zu befreien, den Krieg zu gewinnen, Polen einen würdigen Platz unter den Nationen der Welt zu verschaffen und ein zerstörtes Land wieder aufzubauen. Sie fordert das polnische Volk auf, alles zu tun, um das Land zu befreien und die Deutschen zu besiegen. Das Manifest endet mit einem Ruf zu den Waffen:

### Aufruf an die Polen
„Zum Kampf! Zu den Waffen! Es lebe die vereinte polnische Armee, die für die Freiheit Polens kämpft!
Es lebe die alliierte Rote Armee, die die Befreiung Polens durchführt!
Es leben unsere großen Verbündeten – die Sowjetunion, Großbritannien und die Vereinigten Staaten von Amerika!
Es lebe die nationale Einheit!
Es lebe der Landesnationalrat - die Vertretung des kämpfenden Volkes!
Es lebe ein freies, starkes, unabhängiges, souveränes und demokratisches Polen!“